# 苗族姊妹節

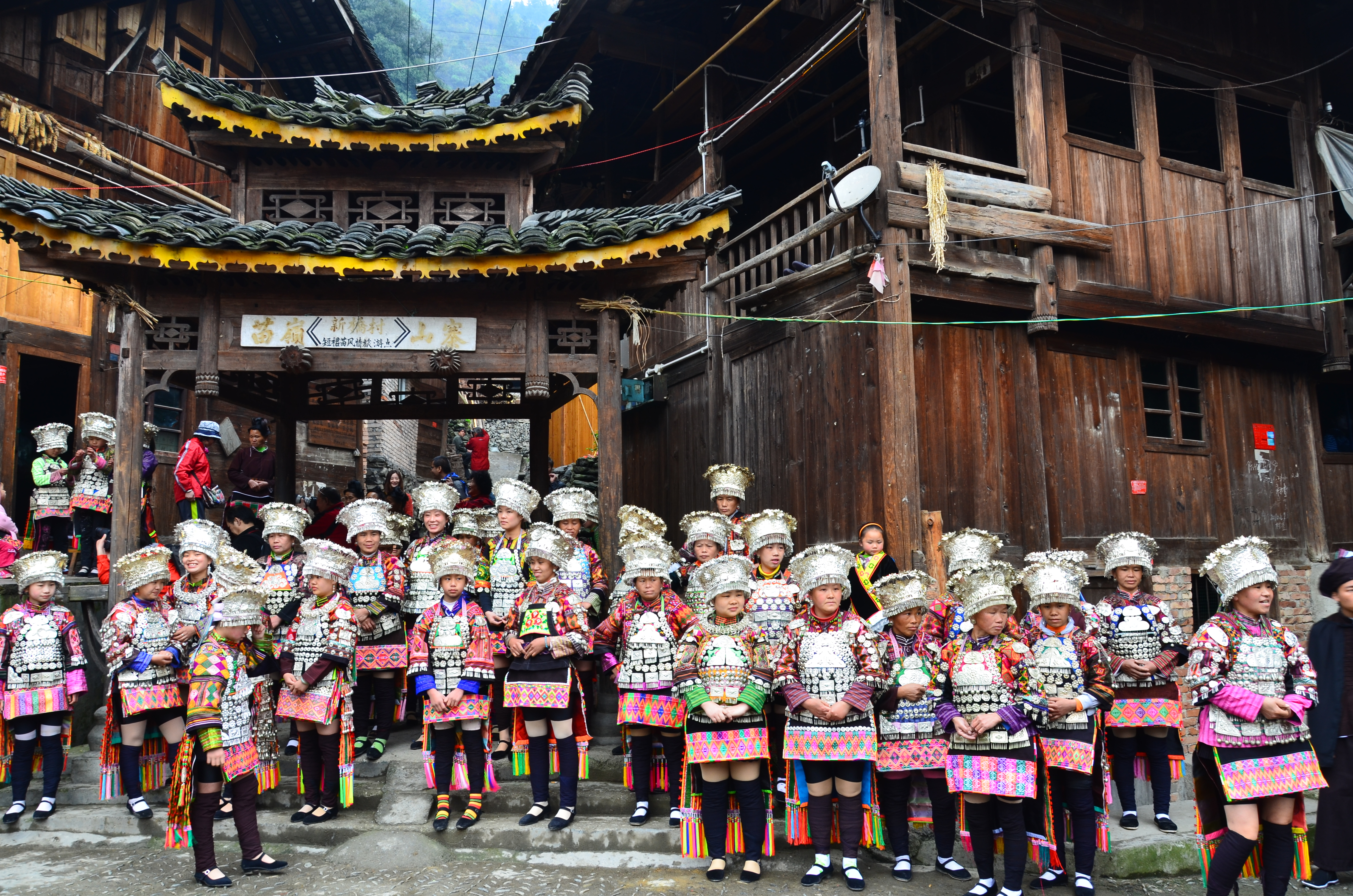
參與姐妹節的苗族女性

姐妹節，是苗族的傳統節日，時間為每年農曆三月十五至三月十八。節日當天，婦女們都要吃用五顏六色糯米做成的「姐妹飯」（以野花和葉把糯米染成五顏六色後蒸成），互相贈送禮物，以示吉祥。

## 傳說
很久以前，陡水河畔居住著不少美麗迷人、聰明伶俐的姑娘，她們勤勞、智慧，用雙手創造物質財富，過著豐衣足食的生活。美中不足的是，這裏山高路遙，與外地隔絕，亦因此，不少姑娘年紀大了，依然找不到伴侶。
為解決此問題，村民討論後，決定讓姑娘們每人拿出一些米來，邀請外地的姑娘和年輕小夥子們前來聚餐。在聚餐的同時，進行有聲有色的活動（如：歌舞、賽馬、踩鼓、鬥牛等）以增進彼此間之關係。